# エジプト第17王朝

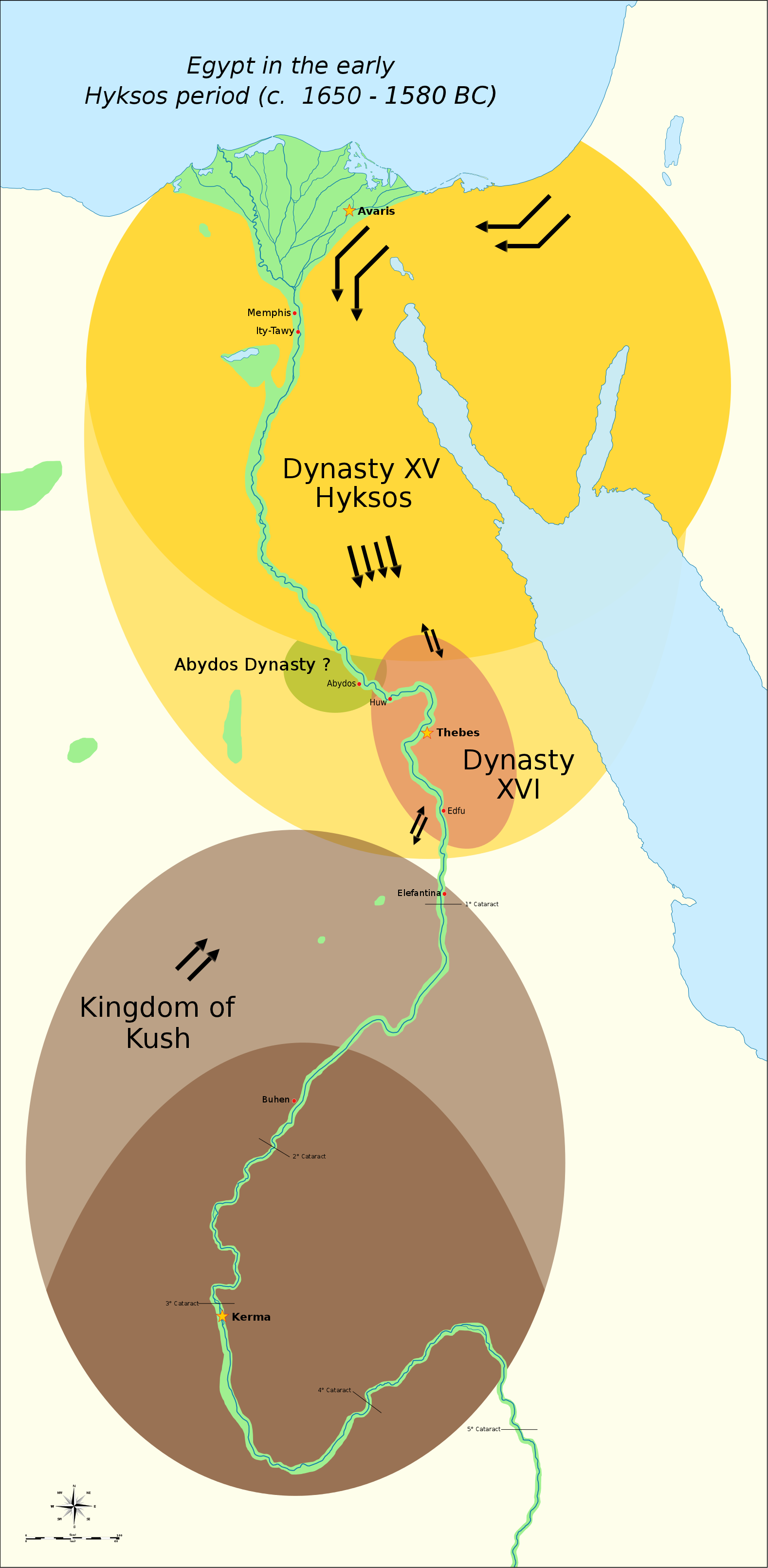
エジプト第17王朝の領域

エジプト第17王朝（エジプトだい17おうちょう、紀元前1663年頃 - 紀元前1570年または紀元前1580年頃 - 紀元前1550年頃）は、第2中間期時代の古代エジプト王朝。いわゆるヒクソス（ヘカ・カスウト 異国の支配者達の意）が下エジプト（ナイル川三角州地帯）に第15王朝を建てて支配権を握っていた時代に、テーベ（古代エジプト語：ネウト、現在のルクソール）を中心とした上エジプト（ナイル川上流）で支配権を持った。当初は第15王朝の権威に対し臣従していたが、やがて異民族追放を大義名分として第15王朝と戦いこれを滅ぼしてエジプトを統一した。これを以って第2中間期の終焉、新王国時代の始まりとされる。また慣習的にエジプト統一を成し遂げたイアフメス1世からは第18王朝とされているが、第17王朝と第18王朝は完全に連続した政権である。
ヒクソスに関する諸問題についてはヒクソス、第15王朝の政治史についてはエジプト第15王朝を参照。

## 歴史
マネトの記録によれば第17王朝には43人のヒクソス王と43人のテーベ（ディオスポリス）王が含まれるとされている。個々の王名が採録されていないが、ヒクソス王とされている付加的な王は第16王朝の諸王と同じく、第15王朝に従う多数の小集団の支配者達であったと考えられる。テーベ王とされている人々は上エジプトの一連の地方的支配者であった。
第17王朝と第15王朝（ヒクソス）の関係を示す同時代史料がほとんど残っていないため、両者の関係がどのようなものであったのかについては従来あまりよくわかっていなかった。古くは下エジプトからヌビア北部にいたる地域がヒクソスの直接支配の下にあったという仮定もなされた。というのは、ヌビアのケルマで発見された第15王朝の印章が、ケルマに駐在したヒクソスの官吏が使用したものであるという判断によるものである。しかし、その後の新史料の発見（カーメス王の碑文）によってこれが単にクシュ侯に当てられた手紙の封印に過ぎないことがわかったため、今日では第15王朝（ヒクソス）が全エジプトを直接支配下に置いていたという見解はほぼ捨てられている。
しかし、初期の第17王朝の支配者達は第15王朝の権威に対して正面から挑戦することは避けており、諸侯の1つとしてこれの覇権を承認していた。これを証明するのが『アポフィスとセケンエンラーの争い』と呼ばれる後代のテキストである。これによれば第15王朝のアポフィス（アペピ）王が第17王朝に使者を送り、テーベの神殿で飼われているカバの鳴き声が煩くて王の眠りを妨げるので殺すようにという要求を出してきた。およそ単なる言いがかりとしか考えられないこの要求に対し、第17王朝のセケンエンラー王は親しく使者を迎え入れ、二心無きことを誓ったのである。
後代の政治的なテキスト（第17王朝を解放者として、ヒクソスを侵略者として描く）の記述であるため、史実性がどの程度見出せるかという点には問題があるが、この説話から第17王朝の形成以来、セケンエンラー（在位：前1574年頃）の治世初期にいたるまでヒクソスに対し臣従の礼をとっていたと推定される。しかし、このような要求はセケンエンラーをしてヒクソスに対する戦いを決意させたとされる。

### 対ヒクソス戦争
『アポフィスとセケンエンラーの争い』の記述が事実であるかどうかはともかく、考古学的発見によってセケンエンラーが実際に第15王朝に対する臣従を打ち切り戦いを始めたことは確実視されている。しかし彼は不運にも戦死を遂げる。デイル・アル＝ハバリ）でセケンエンラー王のミイラが発見されているが、彼のミイラは頭部右側面に3箇所。眉間に1箇所、左頬に1箇所、合計5箇所の裂傷を負っているのである。さらにミイラの防腐処理自体も慌てて行われたことが見て取れ、戦場でそれが行われたと推測される。
王の戦死という事態を受けて第17王朝は第15王朝とクサエを境界とする協定を結んで一時講和した。しかしセケンエンラーの跡をついで王となった息子のカーメス（前1573頃 - 前1570頃）は再戦を強く望んだ。彼と大臣達との間で行われた会議の様子を記した同時代の文書によれば、カーメスは大臣達を前に熱弁を奮って戦いの必要性を説いた。
アヴァリスに1首長あり、クシュに他の首長あり。而して余はアジア人・ヌビア人の同盟とこのエジプトに割拠せるすべての輩の渦中に座す。…人皆、アジア人の奴役のために衰え、息いを知らず。余は彼と戦い、彼の腹を引き裂かんとす。それすなわち、エジプトの救出とアジア人の殲滅を余の願いとすればなり。
これに対し大臣達は共存の利を説明し穏健策を主張したが却ってカーメス王の不興を買ったという。かくてカーメスは対ヒクソスの軍事行動を再開した。初期の戦闘で第15王朝側の有力諸侯であったヘルモポリス（古代エジプト語：ウヌー、現在のアシュムーナイン）侯テティを破り、西部砂漠のバハリヤ・オアシスも占領した。そこで第15王朝がヌビアのクシュ侯へ送った使者を捕らえ、南北から挟撃される事態を防いだ。その後もカーメスは快進撃を続け、第15王朝のアヴァリス近郊にまで迫って略奪した後、撤兵した。
こうして勝利を重ねたカーメスであったが、治世わずか3年あまりで早世し、弟のイアフメス1世（前1570頃 - 前1546頃）が即位したのである。イアフメス1世以降は第18王朝に分類されている。これは古代エジプトで統一者としての彼の業績を重視されたためであり、現代の学者によってもこの分類が踏襲されている。ただしここでは彼による最終的なヒクソスの打倒までを述べる。
イアフメス1世は一旦第15王朝との間に講和を結び国内における地位安定に勤めた後、改めて第15王朝に対する攻撃を再開した。イアフメス1世の軍事活動については当時第17王朝に仕えた船長、「イバナの息子イアフメス」の墓に残された伝記が主な史料になる。イアフメス1世はまず下エジプトへの玄関に当たる古都メンフィスを占領し、第15王朝の首都アヴァリスに数度にわたる攻撃を仕掛けた。さすがに首都アヴァリスの攻略にはかなりの時間を要したと考えられるが、治世第10年目頃までにはアヴァリスを陥落させ、第15王朝（ヒクソス）のエジプト側領土を併呑、再びエジプトを統一することに成功した。
第15王朝の残存勢力はパレスチナのシャルヘンに残ったが、イアフメス1世は勝利を完全なものとするため、治世第11年にパレスチナ遠征に踏み切った。第15王朝の残存勢力はシャルヘンに篭って抗戦し、イアフメス1世側はこれを包囲した。実に3年にわたる包囲戦の後、遂にシャルヘンも陥落し、第15王朝は滅亡、ヒクソス系の勢力は完全に一掃されたのである。

## 歴代王
第17王朝の王の人数を記したマネトの記録には王名が付されていない。いくつかの王名は当時の遺留品やトリノ王名表などから拾われているが、完全な王統の復元には至っていない。また、マネトがいう所の第17王朝の「ヒクソス王」は実際には別個の小集団の首長達であったと考えられる。以下の一覧はそうした第17王朝の王を完全に網羅したものではない。なお、在位年は参考文献『ファラオ歴代誌』および『世界歴代王朝王名総覧』の記述に基づいているが、年代決定法の誤差その他の理由から異説が多いことに留意されたい。王名は記録の残る者については「即位名（上下エジプト王名）・誕生名（ラーの子名）」の形式で表記している。
| ホルス名         | 即位名           | 誕生名                    | 在位                    | 備考 |
| ---------------- | ---------------- | ------------------------- | ----------------------- | ---- |
|                  | ネブケペルラー   | アンテフ5世               | 前1668年頃 - 1663年頃   |      |
|                  | ウアカウ         | ラーヘテプ                | 前1663年頃 - 1660年頃   |      |
| セケムラー       | ウアジカウ       | セベクエムサフ1世         | 前1660年頃 - 1644年頃   |      |
| セケムラー       | セメンタウィ     | ジェフウティ              | 前1644年頃 - 1643年頃   |      |
|                  | セアンクエンラー | メンチュヘテプ6世         | 前16643年頃 - 1642年頃  |      |
|                  | スワジエンラー   | ネビリイアウ1世           | 前1642年頃 - 1623年頃   |      |
| セメンラー       |                  | ネビリイアウ2世           | 前1667年頃              |      |
|                  | セウセルエンラー | ベビアンクウ              | 前1622年頃 - 1610年頃   |      |
| セケムラー       | ウェプマアト     | アンテフ6世               | 前1610年頃 - 1601年頃   |      |
| セケムラー       | ヘルウヘルマアト | アンテフ7世               | 前1601年頃 - 1596年頃   |      |
| セケムラー       | シェドタウイ     | セベクエムサフ2世         | 前1596年頃              |      |
| セナクトエンラー |                  | タア1世                   | 前1596年頃 - 1591年頃   |      |
| セケンエンラー   |                  | タア2世                   | 前1591年頃 - 1574年頃   |      |
|                  | ウアジケペルラー | カーメス                  | 前1573年頃 - 前1570年頃 |      |
|                  | ネブペフティラー | （第18王朝）イアフメス1世 | 前1570年頃 - 前1546年頃 |      |

近年、デンマークのエジプト学者Kim Ryholtらを中心とする研究者たちはトリノ王名表と新しく発見された遺物を元に系図を再構築し、それまで一括りに第17王朝に属するとされてきた上記の王たちが少なくとも二つの異なる家系に大別されるとする説を唱えている。Ryholtはテーベを本拠地とした第二中間期前期の家系を第16王朝とし、イアフメス1世に至る末期の家系を第17王朝とする新しい分類方法を提示し、通説で第16王朝として扱われていたヒクソス系の諸侯を第14王朝や第13王朝末期に分類し直している。以下に示すのはRyholtによって再構築された第17王朝の王の一覧である。尚、上に記されていた残りの王は全て第16王朝に分類された。
| ホルス名         | 即位名           | 誕生名            | 在位                    | 備考                                       |
| ---------------- | ---------------- | ----------------- | ----------------------- | ------------------------------------------ |
|                  | ウアカウ         | ラーヘテプ        | 前1580年頃 - 1576年頃   |                                            |
| セケムラー       | シェドタウイ     | セベクエムサフ1世 | 前1576年頃? - 1573年頃? |                                            |
| セケムラー       | ウェプマアト     | アンテフ6世(5世)  | 前1573年頃? - 1571年頃  | セベクエムサフ1世の息子                    |
|                  | ネブケペルラー   | アンテフ7世(6世)  | 前1571年頃 - ?          | セベクエムサフ1世の息子、アンテフ6世の兄弟 |
| セケムラー       | ヘルウヘルマアト | アンテフ8世(7世)  |                         | アンテフ6世の王妃の兄弟?                   |
| セケムラー       | ウアジカウ       | セベクエムサフ2世 | 前1567年頃 - 1560年頃?  | アンテフ6世の王妃の兄弟?                   |
| セナクトエンラー |                  | イアフメス        | 前1560年頃 - 1559年頃   | アンテフ6世の王妃の兄弟?                   |
| セケンエンラー   |                  | タア              | 前1559年頃 - 1555年頃   | セナクトエンラー・イアフメスの息子         |
|                  | ウアジケペルラー | カーメス          | 前1555年頃 - 1550年頃   | セケンエンラー・タアの兄弟あるいは息子     |